# Petro Janura
Petro Janura (mac. Петро Јанура, ur. 25 marca 1911 w Fierze, zm. 1983) – jugosłowiański działacz społeczny, publicysta, dziennikarz i nauczyciel. Opublikował ok. 200 artykułów, dotyczących głównie albańskiej lingwistyki.

## Życiorys
Petro Janura urodził się 25 marca 1911 roku i był wychowywany w Fierze. Studiował w Rumunii i we Włoszech, następnie zamieszkał w Skopje; angażował się w życie społeczne Albańczyków mieszkających na terenie Macedonii.
Prowadził działalność publicystyczną i pedagogiczną; był nauczycielem języka albańskiego w jednej ze szkół średnich w Skopje oraz pracował jako profesorem filologii albańskiej na Wyższej Szkoły Pedagogicznej, gdzie pracował od 1952; był rektorem tej uczelni od 1971 roku do swojej śmierci. Założył Flaka e frzërimit - pierwsze albańskojęzyczne czasopismo w Macedonii, którego był pierwszym dyrektorem.